# Дума про Хмельницького і Барабаша
«Дума про Хмельницького і Барабаша» є однією з найкращих і найвиразніших дум про Богдана Хмельницького, побудована на гострому протиставленні двох образів — Богдана Хмельницького i Івана Барабаша. Більш цього, у думі криється значно глибший зміст: конфлікт між Хмельницьким і Барабашем символічно відображає гострі протиріччя всього украïнського народу з польською шляхтою та ïï прислужниками.

## Сюжет
В основу сюжета думи покладено розповідь про здобуття Хмельницьким королівських універсалів на козацькі привілеї, схованих вірним польській короні гетьманом Барабашом.
В тексті згадуються міста Наддніпрянщини (Черкаси, Біла Церква, Чигирин), козацька старшина (Матвій Борохович, Мартин Полтавський, Іван Богун).

## Музика
У 1888 році в журналі «Кіевская старина» М. Лисенко помістив запис уривку думи «Про Хмельницького та Барабаша», який він записав від 50-літнього чернігівського кобзаря Павла Братиці.

## Виконавці

### Кобзарі
- Павло Братиця
- Гузь Петро Іванович